# Črni bratje (film)
Črni bratje je slovenski mladinski zgodovinski dramski film TV iz leta 2010 v režiji Tuga Štiglica po scenariju Marka Bratuša in Marjana Bevka, posnet po istoimenski povesti Franceta Bevka. Film prikazuje usodo tajne dijaške protifašistične organizacije Črni bratje v tridesetih letih v Gorici.

## Zgodba
Zgodba se dogaja v Gorici, kjer slovenski dijaki Jerko, Filip, Tonin in Nejče po mestu obešajo letake s protifašistično vsebino. kasneje se jim pridruži še Pavlek, ki z žepnino financira tiskanje letakov. To močno ujezi italijanskega policista Papagalla, ki prične z iskanjem storilcev. Ker sumi, da so storilci mlajši, poskuša nagovoriti dva dijaka iz skupine, da bi vohunila zanj, vendar njune identitete ne uspe odkriti. Iz strahu, da bodo prej ali slej odkriti, dijaki svoje delovanje preselijo v eno od kavern iz časa 1. svetovne vojne in v njej uredijo tudi tiskarno letakov.
Na enem od sestankov pa pridejo na idejo, da bi preizkusili Toninov revolver. Pavlek priskrbi naboje zanj in jih prinese pokazat Toninu v šolo, pri čemer se sporečeta, kdo bo revolver prvi preizkusil. Pri tem ju opazi italijanski dijak Anibale in začne raziskovati, kaj imata za bregom. Tonin Anibala opazi in ga odžene stran, zato se Anibale odloči Tonina in Pavleka prijaviti italijanskim oblastem.
Policija najprej pride k Toninu in mu zaseže naboje za revolver in letake. Pred tem mu uspe svoji sestri Žutki naročiti, da posvari še ostale iz skupine. Pavleka in Nejčeta najde nekje v mestu in ju opozori na nevarnost, zato se oba skrijeta v kaverni. Žal Nejčeta postane strah in zato se vrne domov, kjer je takoj aretiran. Pavlek skuša posvariti še Filipa, vendar sta pri tem oba ujeta.
Italijani skupino pričnejo zasliševati in pri tem uporabijo tudi fizično nasilje. Zaradi stradanja in pretepanja Jerko v zaporu hudo zboli. Ob nadaljnjem zasliševanju se Nejče zlomi in prizna vsa dejanja, ki so jih izvedli. Ker so mladoletni, niso obsojeni na zaporno kazen, temveč so izpuščeni in ves čas pod policijskim nadzorom, onemogočena pa jim je tudi možnost šolanja. Zato pričnejo razmišljati o prebeju na jugoslovansko stran.
Jerkovo stanje se ne izboljša in po nekaj dneh po izpustitvi podleže poškodbam. Črni bratje se po njegovi smrti razidejo, Jerkova smrt pa sproži ogorčenje med ljudmi. Po teh dogodkih Filip in Tonin ostaneta doma, Pavlek pa s pomočjo tihotapca pobegne v Jugoslavijo.

## Igralci
- Dominik Vodopivec
- Kristi Hodak
- Blaž Kemper
- Žan Jovič
- Deni Dernovšek
- Nejc Skubin
- Mišel Ćurić
- Tomaž Rudež
- Franko Korošec
- Gojmir Lešnjak
- Rastko Krošl
- Danijel Malalan
- Nataša Tič Ralijan
- Marjuta Slamič
- Minu Kjuder
- Primož Pirnat
- Ana Facchini